# Georg Ludwig Kobelt
Georg Ludwig Kobelt (Kork, 12 marzo 1804 – Friburgo in Brisgovia, 8 maggio 1857) è stato un anatomista tedesco.

## Biografia
Studiò medicina presso l'Università di Heidelberg dove fu studente di Friedrich Tiedemann. Ricevette il dottorato nel 1833. Nel 1847 servì nella stessa università come professore di anatomia.
Kobelt è ricordato per i suoi studi dell'anatomia dell'apparato genitale. Nel 1844 pubblicò l'influente studio "Die männlichen und weiblichen Wollust-Organe des Menschen und einiger Säugetiere" (La libidine degli organi maschili e femminili degli esseri umani e di alcuni mammiferi).
Kobelt è ritenuto il primo ad aver descritto accuratamente la funzione del clitoride.
L'eponimo "tubuli di Kobelt" è stato creato in suo onore, anche se l'eponimo attualmente in uso è dotto di Wolff.